# Дробовий шум
Дробовий шум — тип шуму в електроніці та оптиці, що виникає через дискретність події, пов'язану з дискретністю електричного заряду в електроніці та дискретністю фотонів в оптиці. Дробовий шум описується розподілом Пуассона, тому його ще називають пуассоновим. Назва дробовий походить від слів дріб, дробинка.

## Природа
Відомо, що в статистичному експерименті, наприклад при підкиданні монети й підрахунку орлів та решок, число випадань орлів і решок після багатьох підкидань відрізнятиметься незначно, тоді як після кількох підкидань результати підрахунку зі значною перевагою одного з двох випадків трапляються доволі часто; якщо дослід із кількома підкиданнями повторити багаторазово, результати сильно флуктуюватимуть. Можна доказати, що відносні флуктуації зменшуються обернено пропорційно числу підкидань, і цей результат залишається справедливим для будь-яких статистичних флуктуацій, зокрема для дробового шуму. 
Дробовий шум існує завдяки тому, що такі явища як світло або електричний струм складаються з руху дискретних (квантованих) пакетів. Нехай світло, що є потоком дисктетних фотонів, виходить із лазерної указки й утворює на стіні освітлену пляму. Фундаментальні фізичні процеси, що визначають випромінювання світла такі, що фотони випромінюються лазером випадково, але кількість фотонів, необхідна для утворення плями на стіні, настільки велика, що яскравість плями, тобто число фотонів в одиницю часу, змінюється з часом на дуже малу величину. Однак, якщо яскравість лазера зменшити так, що на стіну попадатимуть в одиницю часу тільки кілька фотонів, відносні флуктуації числа фотонів, а з ними і флуктуації яскравості плями будуть значними, так само як флуктуації при підкиданні монети. Ці флуктуації і є дробовим шумом.
Поняття дробового шуму запровадив у 1918 році Вальтер Шотткі, вивчаючи флуктуації струму в електровакуумних лампах. 
Дробовий шум може переважати тоді, коли число частинок, що переносять енергію, таких як електрони в електричному колі або фотони в оптичному пристрої, досить мале, щоб невизначеність розподілу Пуассона, що визначає ймовірність випадкової події, була значною. Він має значення в електроніці, системах телекомунікації, оптичних детекторах та в фундаментальній фізиці. 

Число фотонів, зареєстрованих у кількох детекторах і підкоряється розподілу Пуассона, графік якого наведено тут для 1, 4 та 10.

Термін вживається також для опису будь-якого джерела шуму з подібною природою, навіть чисто математичного. Наприклад, при моделюванні системи частинок може виникати певний шум через невелику кількість частинок, і результатом моделювання будуть статистичні флуктуації, що не відображають того, що відбувається з реальними фізичними системами. Величина дробового шуму зростає пропорційно кореню квадратному з очікуваного числа подій, але оскільки величина сигналу лінійно пропорційна очікуваній кількості подій, тобто зростає швидше, то відносний внесок дробового шуму зростає і відношення сигнал/шум (якщо брати до уваги тільки дробовий шум) зростає. Тому дробовий шум спостерігають здебільшого при малих струмах та при малих світлових потоках, підсилених у детекторах. 
У разі великого числа електронів або фотонів розподіл Пуассона наближається до нормального розподілу навколо середнього значення, і окремі події уже не спостерігаються. Шум стає гаусовим. Оскільки стандартне відхилення такого шуму дорівнює квадратному кореню від середнього числа подій N, відношення сигнал/шум задається формулою:
{\displaystyle \mathrm {SNR} ={\frac {N}{\sqrt {N}}}={\sqrt {N}}.\,}
Отже, коли N дуже велике, відношення сигнал/шум теж велике, й будь-яка відносна флуктуація N, зумовлена іншими причинами, з великою ймовірністю перевищуватиме дробовий шум. Однак коли інші типи шуму мають фіксований рівень, як, наприклад, тепловий шум, або наростають повільніше ніж {\displaystyle {\sqrt {N}}}, збільшення N (сили струму чи потоку світла) може призвести до домінування дробового шуму.

## Властивості

### Електронні пристрої
Дробовий шум в електричних колах складається з випадкових флуктуацій електричного струму, зумовлених тим, що струм насправді є потоком дискретних зарядів, здебільшого електронів. Оскільки заряд електрона дуже малий, дробовий шум відносно незначний у більшості випадків, але не завжди. Наприклад струм силою 1 ампер складається з приблизно 6.24×1018 електронів за секунду; попри те, що ця кількість кожної секунди випадково флуктуює на кілька мільярдів, ці флукутації малі в порівнянні з самим струмом. Крім того дробовий шум часто незначний в порівнянні з двома іншими причинами шуму — флікер-шумом (рожевий шум) та тепловим шумом. Однак, дробовий шум, на відміну від теплового, не залежить від температури, й на відміну від флікер-шуму, від частоти (спектральна густина флікер-шуму зменшується зі зростанням частоти). Тому за низьких температур та на високих частотах дробовий шум може бути головним джерелом шуму.
Коли струми дуже малі, а часові проміжки короткі (ширша смуга частот), дробовий шум може бути значним. Наприклад, мікрохвильові пристрої працюють з характерним періодом, меншим від наносекунди, і коли струм дорівнює 16 наноамперам, це означає, що через переріз провідника за наносекунду проходять тільки 100 електронів. За розподілом Пуассона число електронів у секунду змінюватиметься приблизно на 10, так що в шостій частині наносекунд через провідник проходитиме менше, ніж 90 електронів, а в іншій шостій частині проходитиме понад 110 електронів. Тож у випадку такого малого струму й такого малого відтинку часу дробовий шум становитиме 10% від середнього струму. 
Шотткі, взявши за основу Пуассонів розподіл, отримав для спектральної густини струму з частотою {\displaystyle \omega }
{\displaystyle S(\omega )=2e\vert I\vert \ ,}
де {\displaystyle e} позначає заряд електрона, а {\displaystyle I} — середню силу струму. Спектральна густина шуму не залежить від частоти, тож він є білим. Це класичний результат у тому сенсі, що він не враховує статистику Фермі-Дірака. Цей результат можна об'єднати з формулою Ландауера, що пов'язує середній струм з власними значеннями оператора проходження {\displaystyle T_{n}} контакту, за допомогою якого вимірюється струм ({\displaystyle n} позначає канали проходження). У найпростішому випадку ці власні значення оператора проходження можна вважати незалежними від енергії, тоді формула Ландауера має вигляд 
{\displaystyle I={\frac {e^{2}}{\pi \hbar }}V\sum _{n}T_{n}\ ,}
де {\displaystyle V} — прикладена напруга. Це дає
{\displaystyle S={\frac {2e^{3}}{\pi \hbar }}\vert V\vert \sum _{n}T_{n}\ ,}
що зазвичай називають пуассоновим значенням дробового шуму {\displaystyle S_{P}}. Правильний результат, що бере до уваги квантову статистику (при нульовій температурі), має вигляд
{\displaystyle S={\frac {2e^{3}}{\pi \hbar }}\vert V\vert \sum _{n}T_{n}(1-T_{n})\ .}
Його отримали в 1990-х Віктор Хлус, Горді Лесовик (незалежно, для одноканального випадку) та Маркус Бюттікер (багатоканальний випадок). Цей шум білий і завжди менший від пуассонового значення. Ступінь подавлення {\displaystyle F=S/S_{P}}, називають фактором Фано. Шуми різних транспортних каналів незалежні. Повністю відкритий ({\displaystyle T_{n}=1}) та повністю закритий ({\displaystyle T_{n}=0}) канали не шумлять, бо для них нема особливостей електронного потоку. 
Можна записати також вираз для шуму при ненульовій температурі. Він є інтерполяцією між дробовим та тепловим шумами.

#### Приклади
- Тунельному переходу[en] властиве мале пропускання в усіх каналах, тому потік електронів пуассонів, і фактор Фано дорівнює одиниці.
- Точковий квантовий контакт[en] має ідеальне пропускання в усіх каналах, тому не створює шуму, а фактор Фано для нього дорівнює нулю. Винятком є сходинка між плато, коли один із каналів відкривається і створює шум.
- Металевий провід має фактор Фано 1/3 незалежно від геометрії та конкретики матеріалу[3].
- У двовимірному електронному газі в умовах дробового квантового ефекту Холла електричний струм переноситься квазічастинками, що рухаються по краях зразка і мають дробовий електричний заряд. Перше пряме вимірювання цього заряду було через дробовий шум у струмі[4].

#### Вплив взаємодії
Тоді, коли внесок електронів у струм загалом цілком випадковий, і вони не впливають один на одного, існують важливі ситуації, в яких такі природні флуктуації сильно знижуються через накопичення зарядів. Нехай, як у попередньому прикладі між точкою A та точкою B кожної наносекунди проходять 100 електронів. За першу половину наносекунди можна сподіватися, що в середньому в точку B прибуде 50 електронів, але нехай в якусь половину наносекунди прибуде 60 електронів. Це створить у точці B від'ємний заряд, більший від середнього, і цей додатковий заряд упродовж другої половини наносекунди відштовхуватиме інші електрони в потоці з точки А. Тому струм, просумований за всю наносекунду залишатиметься ближче до середнього значення 100 електронів, а не флуктуюватиме з амплітудою в 10 електронів. Так відбувається в звичайних металевих проводах та в плівкових резисторах, де дробовий шум майже повністю компенсований цією антикореляцією потоку електронів, між якими діє кулонівське відштовхування. 
Однак таке зменшення дробового струму не відбувається, коли струм є результатом випадкових подій поблизу потенціального бар'єру, через який електрони повинні перестрибнути завдяки випадковому тепловому збудженню, а потім швидко віддаляються від нього. Така ситуація характерна для p-n переходів. Тому напівпровідниковий діод широко використовують як джерело шуму, пропускаючи через нього постійний струм.
Дробовий шум відрізняється від флуктуацій напруги та електричного струму в стані термодинамічної рівноваги. Такі флуктуації називають тепловим шумом. Вони зростають зі збільшенням температури будь-якого елемента кола з опором. Проте, тепловий шум, як і дробовий є білим, а тому розрізнити їх при простому спостереженні неможливо попри різну природу. 
Оскільки дробовий шум є пуассоновим процесом і зумовлений дискретністю електричного заряду, можна розрахувати корінь з квадрату середнього флуктуаційного струму як 
{\displaystyle \sigma _{i}={\sqrt {2\,q\,I\,\Delta f}}}
де q позначає елементарний заряд, Δf є шириною частотної смуги, в якій розглядається шум, а I — сила струму.
Для сили струму 100 мА і частотної смуги 1 Гц
{\displaystyle \sigma _{i}=0,18\,} нА.
Якщо пропустити такий струм через резистор, шум в падінні напруги буде
{\displaystyle \sigma _{v}=\sigma _{i}\,R}.
Якщо подати такий шум на ємність, можна отримати шум у потужності
{\displaystyle P={\frac {1}{2}}\,q\,I\,\Delta fR.}

### Оптика
В оптиці дробовий шум описує флуктуації числа детектованих фотонів через те, що вони приходять незалежно один від одного. Це ще один наслідок дискретизації, цього разу дискретизації енергії електромагнітного поля у вигляді квантів світла. При детектуванні фотонів детектування — випадковий процес передачі енергії, наприклад, фото-електрону, що призводить до збільшення ефективного дробового шуму в детекторі з квантовою ефективністю, меншою від одиниці. Тільки в екзотичному стиснутому когерентному стані число фотонів, зареєстрованих за одиницю часу, флуктуює менше ніж корінь квадратний із математичного сподівання числа фотонів. Звісно, існують інші механізми шуму в оптичних сигналах, в порівнянні з якими внесок дробового шуму незначний. Але тоді, коли такі механізми відсутні, говорять, що оптичне детектування обмежене фотонним шумом, оскільки залишається тільки дробовий («квантовий» або фотонний) шум. 
Дробовий шум легко спостерігається в фотопомножувачах та лавинних фотодіодах, що працюють в режимі лічильника Гейгера, коли можна детектувати окремі фотони. Утім такий шум існує в будь-якому фотодетекторі, що реєструє більші потоки світла. Його можна виміряти безпосередньо, якщо він переважає шум у електронному підсилювачі. Як і з іншими видами дробового шуму, флуктуації фотоструму через дробовий шум пропорційні квадратному кореню середньої інтенсивності:
{\displaystyle (\Delta I)^{2}\ {\stackrel {\mathrm {def} }{=}}\ \langle \left(I-\langle I\rangle \right)^{2}\rangle \propto I.}
Дробовий шум когерентного оптичного пучка (коли відсутні інші джерела шуму) є фундаментальним фізичним явищем, що відображає нульові коливання електричного поля. Вони встановлюють нижню границю шуму в квантових підсилювачах, що зберігають фазу сигналу.

## Виноски
1. ↑  Schottky, W. (1918). Über spontane Stromschwankungen in verschiedenen Elektrizitätsleitern. Annalen der Physik (German) . 57: 541—567. Bibcode:1918AnP...362..541S. doi:10.1002/andp.19183622304.
2. 1 2 3  Blanter, Ya. M.; Büttiker, M. (2000). Shot noise in mesoscopic conductors. Physics Reports. Dordrecht: Elsevier. 336 (1–2): 1—166. arXiv:cond-mat/9910158. Bibcode:2000PhR...336....1B. doi:10.1016/S0370-1573(99)00123-4.
3. ↑  Beenakker, C.W.J.; Büttiker, M. (1992). Suppression of shot noise in metallic diffusive conductors. Physical Review B. 46: 1889—1892. Bibcode:1992PhRvB..46.1889B. doi:10.1103/PhysRevB.46.1889. Архів оригіналу за 23 лютого 2013. Процитовано 29 липня 2017.
4. ↑  
V.J. Goldman, B. Su (1995). Resonant Tunneling in the Quantum Hall Regime: Measurement of Fractional Charge. Science. 267 (5200): 1010. Bibcode:1995Sci...267.1010G. doi:10.1126/science.267.5200.1010. PMID 17811442. See also Description on the researcher's website [Архівовано 28 серпня 2008 у Wayback Machine.].
5. ↑  Horowitz, Paul and Winfield Hill, The Art of Electronics, 2nd edition. Cambridge (UK): Cambridge University Press, 1989, pp. 431–2.
6. ↑  Bryant, James, Analog Dialog, issue 24-3. Архів оригіналу за 29 вересня 2016. Процитовано 29 липня 2017.